# Robert Hoyt
Robert G. Hoyt (Clinton, 1922 – Manhattan, 10 aprile 2003) è stato un giornalista statunitense, fondatore e primo direttore del National Catholic Register, testata editoriale indipendente centrata nell'ambito della Chiesa Cattolica..
Hoyt ricevette dall'allora arcivescovo John Patrick Cody l'incarico di dare vita al Catholic Reporter, periodico della diocesi di Kansas City-Saint Joseph, che assunse una rilevanza nazionale. Nel 1964, fondò con il giornalista statunitense Michael Greene il National Catholic Reporter, con l'intento di portare nel campo della stampa cattolica gli standard professionali e la propria esperienza di cronaca avuta nei periodici secolari.
Michael Greene era un filantropo ed ex sergente in congedo dell'esercito statunitense, che, conclusi gli studi in filosofia della letteratura alla cattolica Università di Notre Dame dell'Indiana, fu inviato come corrispondente di guerra del periodico Stars and Stripes durante il conflitto coreano, e poi collaboratore del periodico The Review dell'Arcidiocesi di Baltimora.
Soprattutto grazie alla pubblicazione degli eventi conciliari, la tiratura del periodico giunse a 100 000 copie settimanali dopo pochi anni, portandolo ad essere una delle testate cattoliche più lette negli Stati Uniti, e persuadendo altre pubblicazioni di orientamento simile a fare proprio il suo stile giornalistico: cattolico e laico, indipendente e documentale. Ciononostante, Hoyt lasciò la direzione del giornale nel 1970.
Sposò Bernadette Lyon, giornalista del National Catholic Register e attivista per la giustizia sociale, dalla quale ebbe sei figli.
La coppia fondò la rivista cristiana The Sun Herald, periodico di orientamento pacifista negli anni della guerra di Corea, che aveva rimediato una sistemazione nelle ex distillerie e aree jazz della città, e che per insufficienza di fondi fu costretto a chiudere dopo appena un anno di attività.
La sua opposizione alla guerra del Vietnam lo portò ad impegnarsi attivamente per le candidature presidenziali dei senatori democratici Eugene McCarthy nel 1968, e per George McGovern nel 1972. 

Dal 1977 al 1985 è stato direttore esecutivo e successivamente redattore capo di Christianity & Crisis, periodico liberale ecumenico. Nel 1999, fu insignito del Premio San Francesco di Sales, il più prestigioso riconoscimento dell'Associazione della Stampa Cattolica Americana.
Ha collaborato alle edizioni di Commonweal, rivista cattolica statunitense di orientamento liberale con sede al The Interchurch Center di New York.